# Anka Rasmussen
Anka Rasmussen (født 13. januar 1893 på Femø, død 1977) var en dansk havearkitekt (senere kaldet landskabsarkitekt).
Anka Rasmussen var oprindeligt uddannet gartner og videreuddannede sig senere til havearkitekt på J.P. Andersens (1877-1942) tegnestue. Hun var formentlig den første kvinde i Danmark, der arbejdede professionelt inden for dette fag. 
Anka Rasmussen drev egen virksomhed, hvor hun i sit virke især tegnede private haver til private villaer på Frederiksberg og i København. Ved siden af at tegne private haver, udførte hun også anlægsgartneri og drev ejendomshandel.
Hun var den første kvinde til at melde sig ind i Havearkitektforeningen (senere Foreningen af Danske Landskabsarkitekter), i 1912, hvor hun var den eneste kvinde indtil 1945, hvor Erna Sonne Friis meldte sig ind. Hun udgav en bog ved navn Moderne Haver i 1929 og var redaktør ved tidsskriftet Havekunst (senere Landskap og Landskab) i 1931 og 1932. Foruden dette udgav hun igennem 1930'erne løbende tekster om haver til bøger i både Sverige, Tyskland og Danmark. 
Agnete Muusfeldt blev inspireret af Anka Rasmussen til at blive landskabsarkitekt, da hun læste en artikel af Anka Rasmussen i Havekunst 1937, hvor Anka Rasmussen beskriver, at hun fik en læreplads på en tegnestue ved at være vedholdende, da havearkitekt og tegnestueindehaver I. P. Andersen først ikke ville ansætte hende.
A/B Ved Fuglebakken på Frederiksberg fra 1952 er blandt Anka Rasmussens større gårdanlæg. Tegninger fra Frederiksberg Kommune viser, at hun planlagde mange solvendte gårdrum dækket af græsplæner med opholdsarealer og enkelte træer. Gangstierne var anlagt i forskellige niveauer, og der var tæt beplantning mod både legeplads og vej. I dag eksisterer støttemurene stadig, som hun planlagde dem for at optage terrænforskellene i gårdanlægget – dog uden de kampesten, hun oprindeligt havde planlagt til støttemurene. 
Anka Rasmussen optræder hverken i Kvindebiografisk Leksikon eller i Weilbachs Kunstnerleksikon, på trods af at hun i sin samtid blev omtalt som Danmarks første kvindelige havearkitekt. 